# Des Walker
Desmond ("Des") Sinclair Walker (Londen, 26 november 1965) is een voormalig betaald voetballer uit Engeland, die speelde als centrale verdediger gedurende zijn carrière. Hij beëindigde zijn loopbaan in 2004 bij Nottingham Forest, de club waar hij ook zijn carrière was begonnen.

## Clubcarrière
Walker speelde clubvoetbal in Engeland en Italië, voor onder meer Nottingham Forest en Sampdoria.

## Interlandcarrière
Walker kwam in totaal 59 keer uit voor de nationale ploeg van Engeland. Onder leiding van bondscoach Bobby Robson maakte hij zijn debuut op 14 september 1988 in de vriendschappelijke thuiswedstrijd tegen Denemarken (1-0) in Londen, net als David Rocastle (Arsenal) en Paul Gascoigne (Tottenham Hotspur). Hij viel in dat duel na 65 minuten in voor Tony Adams (Arsenal). Walker nam met Engeland deel aan het WK voetbal 1990 en het EK voetbal 1992.

## Erelijst
Nottingham Forest 
- Football League Cup

1989, 1990
- Full Members Cup

1989, 1992